# Aleurothrixus
Aleurothrixus es un género de hemípteros de la familia Aleyrodidae, subfamilia Aleyrodinae. Se distribuyen por zonas templadas y tropicales de América y Asia oriental. El nombre científico de este género es el primero válidamente publicado por Quaintance & Baker en 1914. La especie tipo es Aleurothrixus floccosus.

## Especies
Se reconocen las siguientes especies:
- Aleurothrixus aepim (Goeldi, 1886)
- Aleurothrixus aguiari Costa Lima, 1942
- Aleurothrixus antidesmae Takahashi, 1933
- Aleurothrixus bondari Costa Lima, 1942
- Aleurothrixus chivelensis (Sampson & Drews, 1941)
- Aleurothrixus floccosus (Maskell, 1896)
- Aleurothrixus guareae Costa Lima, 1942
- Aleurothrixus guimaraesi Costa Lima, 1942
- Aleurothrixus interrogationis (Bemis, 1904)
- Aleurothrixus lucumai Costa Lima, 1942
- Aleurothrixus miconiae Hempel, 1922
- Aleurothrixus myrtacei Bondar, 1923
- Aleurothrixus myrtifolii (Bondar, 1923)
- Aleurothrixus ondinae Bondar, 1923
- Aleurothrixus porteri Quaintance & Baker, 1916
- Aleurothrixus proximans Bondar, 1923
- Aleurothrixus silvestris Corbett, 1935
- Aleurothrixus similis Sampson & Drews, 1941
- Aleurothrixus smilaceti Takahashi, 1934
- Aleurothrixus solani Bondar, 1923